# Campeonato Europeo de Patinaje Artístico sobre Hielo de 1935
El XXXIII Campeonato Europeo de Patinaje Artístico sobre Hielo se realizó en Sankt Moritz (Suiza) en enero de 1935. Fue organizado por la Unión Internacional de Patinaje sobre Hielo (ISU) y la Federación Suiza de Patinaje sobre Hielo.

## Resultados

### Masculino
| Puesto | Nombre       | País     | Puntos |
| ------ | ------------ | -------- | ------ |
| Oro    | Karl Schäfer | Austria  |        |
| Plata  | Felix Kaspar | Austria  |        |
| Bronce | Ernst Baier  | Alemania |        |

### Femenino
| Puesto | Nombre             | País        | Puntos |
| ------ | ------------------ | ----------- | ------ |
| Oro    | Sonja Henie        | Noruega     |        |
| Plata  | Liselotte Landbeck | Austria     |        |
| Bronce | Cecilia Colledge   | Reino Unido |        |

### Parejas
| Puesto | Nombre                       | País     | Puntos |
| ------ | ---------------------------- | -------- | ------ |
| Oro    | Maxi Herber / Ernst Baier    | Alemania |        |
| Plata  | Idi Papez / Karl Zwack       | Austria  |        |
| Bronce | Lucy Galló / Rezsö Dillinger | Hungría  |        |

## Medallero
| Núm. | País        | Oro | Plata | Bronce | Total |
| ---- | ----------- | --- | ----- | ------ | ----- |
| 1    | Austria     | 1   | 3     | 0      | 4     |
| 2    | Alemania    | 1   | 0     | 1      | 2     |
| 3    | Noruega     | 1   | 0     | 0      | 1     |
| 4    | Hungría     | 0   | 0     | 1      | 1     |
| 4    | Reino Unido | 0   | 0     | 1      | 1     |
|      | TOTAL       | 3   | 3     | 3      | 9     |